# 이미지넷
이미지넷(ImageNet) 프로젝트는 시각적 개체 인식 소프트웨어 연구에 사용하도록 설계된 대규모 시각적 데이터베이스이다. 이 프로젝트에서는 어떤 물체가 묘사되어 있는지를 나타내기 위해 1,400만 개가 넘는 이미지에 손으로 주석을 달았으며, 최소 100만 개 이상의 이미지에 경계 상자도 제공되었다. 이미지넷에는 수백 개의 이미지로 구성된 "풍선" 또는 "딸기"와 같은 일반적인 범주를 포함하여 20,000개 이상의 범주가 포함되어 있다. 제3자 이미지 URL의 주석 데이터베이스는 이미지넷에서 직접 무료로 사용할 수 있지만 실제 이미지는 이미지넷의 소유가 아니다. 2010년부터 이미지넷 프로젝트는 이미지넷 ILSVRC(Large Scale Visual Recognition Challenge)라는 소프트웨어 콘테스트를 매년 개최하고 있다. 이 콘테스트에서는 소프트웨어 프로그램이 개체와 장면을 올바르게 분류하고 감지하기 위해 경쟁한다. 이 챌린지는 겹치지 않는 클래스 1,000개의 "조정된" 목록을 사용한다.

## 딥러닝의 중요성
2012년 9월 30일 알렉스넷(AlexNet)이라는 CNN(합성곱 신경망)은 이미지넷 2012 챌린지에서 상위 5위 오류인 15.3%를 달성했는데, 이는 준우승자보다 10.8%포인트 이상 낮은 수치이다. 이는 딥러닝 혁명의 필수 요소인 훈련 중에 그래픽 처리 장치(GPU)를 사용했기 때문에 가능해졌다. 이코노미스트에 따르면, 갑자기 사람들이 AI 커뮤니티뿐만 아니라 기술 산업 전반에 걸쳐 관심을 갖기 시작했다.
2015년에 알렉스넷은 100개 이상의 레이어를 갖춘 마이크로소프트의 매우 심층적인 CNN에 비해 성능이 뛰어났으며 이미지넷 2015 콘테스트에서 우승했다.

## 데이터베이스의 역사
AI 연구원 리페이페이(Fei-Fei Li)는 2006년부터 이미지넷에 대한 아이디어 작업을 시작했다. 대부분의 AI 연구가 모델과 알고리즘에 중점을 두던 당시 리페이페이는 AI 알고리즘을 훈련하는 데 사용할 수 있는 데이터를 확장하고 개선하기를 원했다. 2007년에 리페이페이는 워드넷 창시자 중 한 명인 프린스턴 대학교 교수 크리스티안 펠바움(Christiane Fellbaum)을 만나 프로젝트에 대해 논의했다. 이 회의의 결과로 리페이페이는 워드넷의 단어 데이터베이스에서 시작하여 그 기능을 많이 사용하여 이미지넷을 구축했다.
프린스턴 대학교의 조교수로서 Li는 이미지넷 프로젝트를 진행하기 위해 연구원 팀을 구성했다. 그들은 이미지 분류를 돕기 위해 아마존 메커니컬 터크(Amazon Mechanical Turk)를 사용했다.
그들은 플로리다에서 열린 2009년 컴퓨터 비전 및 패턴 인식 컨퍼런스(CVPR)에서 자신들의 데이터베이스를 포스터로 처음으로 발표했다.

## 같이 보기
- 컴퓨터 비전
- 워드넷